# Winkel (Švýcarsko)
Winkel je obec v kantonu Curych ve Švýcarsku. Nachází se v blízkosti největšího švýcarského města, Curychu, do jehož aglomerace také patří. Žije zde  obyvatel.

## Geografie
Obec Winkel se nachází v oblasti zvané Zürcher Unterland. Skládá se ze tří obcí Winkel, Rüti a Seeb. Geograficky se nachází na západním svahu Dättenbergu mezi městy Kloten a Bülach. Téměř polovina obyvatel žije v Rüti; zástavba obcí Winkel a Seeb se v 21. století plynule spojila. Winkel a Rüti jsou od sebe odděleny návrším na Dättenbergu; samotné Rüti se skládá ze dvou částí Oberrüti a Niederrüti, které se nyní také srostly. Na území obce Winkler se nachází také část vzletové a přistávací dráhy curyšského letiště.
Sousedními obcemi jsou Bülach, Bachenbülach, Embrach, Lufingen, Kloten, Rümlang a Oberglatt.

## Historie

Letecký pohled (1962)

První písemná zmínka o obci Winkel pochází z roku 1044. V blízkosti Seebu se však již v 1. až 4. století nacházelo rozsáhlé římské osídlení, z něhož jsou patrné rozsáhlé dochované pozůstatky. Kromě římského sídliště se v lese Rütner (nebo Rütemer) nacházejí alemanské mohyly, z nichž některé byly před několika lety odkryty.
Názvy obcí pocházejí z alemanštiny. V případě Winkelu odkazují na zářez v kopci, kde se nachází centrum obce, v Rüti na mýtinu v lese (poprvé doloženo v roce 1417) a v Seebu na dnes již zamokřené jezero, u kterého se tato vesnice nacházela (poprvé doloženo v roce 1311).
Významnými majiteli panství na území dnešní obce byly ve vrcholném a pozdním středověku kláštery St. Martin, St. Blasien, Engelberg a Einsiedeln a klášter Grossmünster v Curychu. V samotném Winkelu se nacházelo panství, kterému podléhalo duchovenstvo z většího regionu. Různá vrchnostenská práva drželi Habsburkové, Regensberkové, Kyburgové a od roku 1424, resp. 1452 město Curych. Současná politická obec existuje od roku 1811; Winkel-Seeb, Rüti a Eschenmosen tvořily až do 20. století také samostatné místní občanské korporace. Církevně patří Winkel k Bülachu.
V roce 1917 byla obec Eschenmosen, která dříve patřila k obci Winkel, postoupena obci Bülach.
Vzhled obce, která se dříve vyznačovala třemi venkovskými vesnickými centry, se značně změnil, a to i v důsledku otevření letiště v Curychu. Dnes jsou velké části území obce zastavěny rodinnými domy a bytovými domy a i stará centra obce prošla rozsáhlými stavebními změnami. V Rüti se nachází řadová zástavba, kterou kolem roku 1970 postavila společnost Swissair pro zaměstnance, kteří hledali v oblasti ubytování.

## Obyvatelstvo

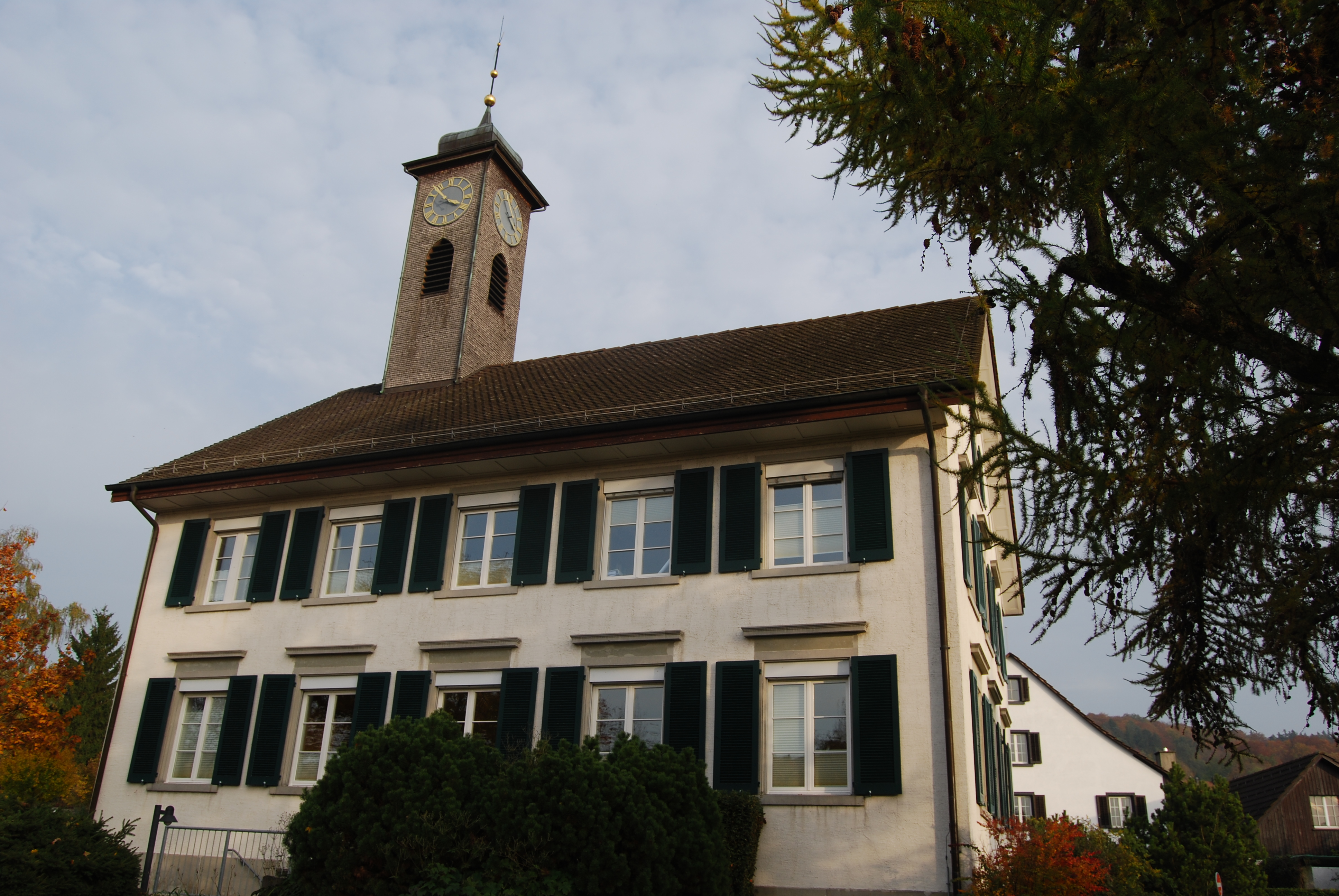
Obecní úřad

| Rok            | 1634 | 1710 | 1850 | 1900 | 1950 | 2000 | 2005 | 2010 | 2015 | 2020 |
| Počet obyvatel | 231  | 517  | 751  | 621  | 520  | 3333 | 3688 | 3927 | 4237 | 4649 |

### Náboženství
Obec se nachází v převážně reformovaném kantonu Curych (24,5 % oproti 22,9 % římskokatolického obyvatelstva). V roce 2022 se k evangelické reformované církvi hlásilo 35,7 % obyvatel, k římskokatolické 24,5 % a 35,8 % obyvatel mělo jinou nebo žádnou konfesní příslušnost.

## Hospodářství
Kromě obchodu s ovocem a zeleninou a několika malých podniků není v obci žádný významný průmysl. Obec má jednu z nejnižších daňových sazeb v kantonu Curych.

## Osobnosti
- Nicola Spirigová (* 1982), triatlonistka, žila v obci